# Propagación de ondas de radio

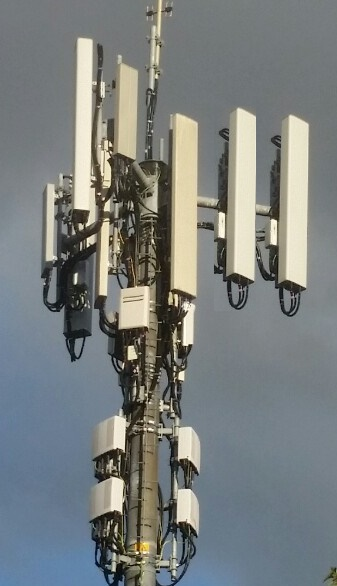
Antena celular móvil 2018 v2

La propagación de ondas de radio o radiopropagación es el comportamiento de las ondas de radio (electromagnéticas) cuando se trasladan por el espacio. Se transmiten, reciben o propagan desde un punto sobre la Tierra a otro, a la atmósfera o al espacio.
La propagación de ondas electromagnéticas por el espacio libre se suele llamar propagación de radio frecuencia o simplemente radio-propagación, aunque en el espacio libre implica el vacío; las ondas de radio transmitida por la fuente se propagan por la atmósfera terrestre, posteriormente se recibe en la antena receptora, la radiación y la captura de esta son funciones de las antenas y de la distancia entre ellas.
Las ondas de radio en diferentes frecuencias se propagan de diferentes maneras. En frecuencias extremadamente bajas (ELF) y frecuencias muy bajas (VLF), la longitud de onda es mucho mayor que la separación entre la superficie de la Tierra y la capa D de la ionosfera, por lo que las ondas electromagnéticas pueden propagarse en esta región como una guía de ondas. De hecho, para frecuencias inferiores a 20 kHz, la onda se propaga como un modo de guía de onda única con un campo magnético horizontal y un campo eléctrico vertical. La interacción de las ondas de radio con las regiones ionizadas de la atmósfera hace que la propagación de radio sea más compleja de predecir y analizar que en el espacio libre. La propagación ionosférica de radio tiene una fuerte conexión con los fenómenos espaciales. 
Con frecuencia la propagación por la atmósfera terrestre se llama propagación por el espacio libre. La principal diferencia es que la atmósfera de la Tierra introduce pérdidas de la señal que no se encuentran en el vacío. Las ondas electromagnéticas se propagan a través de cualquier material dieléctrico incluyendo el aire, pero no se propagan bien a través de conductores con pérdidas como el agua de mar, ya que los campos eléctricos hacen que fluyan corrientes en el material disipando con rapidez la energía de las ondas.

La electricidad atmosférica abunda en el medio ambiente, y algunos indicios de ello se encuentran a menos de un metro de la superficie de la Tierra, pero al aumentar la altura se hace más evidente. La idea principal es que el aire sobre la superficie de la tierra está por lo general, durante el buen tiempo, electrificado positivamente, o al menos es positivo con respecto a la superficie terrestre (la superficie de la Tierra es relativamente negativa). Además, la presencia de acciones eléctricas en la atmósfera, debido a la acumulación de enormes cargas estáticas de corriente generada probablemente por la fricción del aire sobre sí mismo, puede dar cuenta de los diversos fenómenos del rayo y las tormentas. Otras causas que producen electricidad en la atmósfera son la evaporación desde la superficie de la Tierra, los cambios químicos que tienen lugar sobre la superficie de la Tierra, y la expansión, la condensación, la variación de la temperatura de la atmósfera y de la humedad contenida en ella.
La Tierra perturba la propagación de las ondas electromagnéticas, de forma que al establecer cualquier tipo de radiocomunicación en el entorno terrestre aparecerán una serie de fenómenos que modificarán las condiciones ideales de propagación en el vacío. Estos fenómenos son básicamente tres: onda de superficie, difracción, y formación de la onda de espacio.

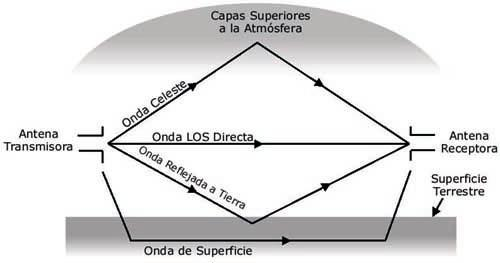
Modelo de propagación terrestre

Dado que la propagación de radio no es totalmente predecible, los servicios tales como transmisores de localización, comunicaciones en vuelo con aeronaves que cruzan el océano, y algunas transmisiones de televisión de radiodifusión se han trasladado a los satélites de comunicaciones. Un enlace satelital, aunque costoso, puede ofrecer una cobertura de línea de visión más previsible y estable en un área determinada.

## Mecanismos de propagación

### Propagación por espacio libre
Todo sistema de telecomunicación debe diseñarse para que en el receptor se obtenga una relación señal-ruido mínima que garantice su funcionamiento. Los servicios de radiocomunicaciones, radiodifusión, radiolocalización (radar), teledetección y radio ayudas a la navegación tienen en común el empleo de ondas electromagnéticas radiadas como soporte de la transmisión de información entre el transmisor y el receptor.

### Propagación terrestre
Así como se sabe que las ondas electromagnéticas de radio viajan dentro de la atmósfera terrestre y se las llama ondas terrestres, la comunicación que hay entre dos o más puntos en la Tierra se denominan radio comunicaciones terrestres, de igual manera conocemos que las ondas de terrestres se ven influidas por la atmósfera y por la tierra misma. Las ondas se pueden propagar de varias formas, que dependen de la clase del sistema y del ambiente. Las ondas electromagnéticas también viajan en línea recta, excepto cuando la tierra y su atmósfera alteran sus trayectorias.
En esencia,  hay tres formas de propagación de onda electromagnética 
- onda terrestre
- onda espacial
- onda celeste o ionosfera

#### Ondas terrestres
Las ondas terrestres son las ondas que viajan por la superficie de la tierra, estas deben de estar polarizadas verticalmente debido a que el campo eléctrico en una onda polarizada horizontalmente sería paralelo a la superficie de la tierra y se pondría en corto por la conductividad del suelo.
En las ondas terrestres el  campo eléctrico variable induce voltajes en la superficie terrestre que hacen circular corrientes muy parecidas a las de una línea de transmisión.

#### Ondas espaciales
Esta clase de propagación corresponde a la energía irradiada que viaja en los kilómetros inferiores de la atmósfera terrestre. Las ondas espaciales son todas las ondas directas y reflejadas en el suelo. Las ondas directas viajan esencialmente en línea recta de la antena transmisora a la receptora. Esta transmisión se le llama transmisión de línea de vista. Esta transmisión se encuentra limitada principalmente por la curvatura de la tierra. La curvatura de la tierra presenta un horizonte en la propagación de las ondas espaciales, que se suele llamar el horizonte de radio. Este horizonte se encuentra más lejano que el horizonte óptico para la atmósfera común. verginathan

#### Ondas celestes o ionosfera
Son las que se dirigen hacia la Atmósfera y se reflejan en la zona ionizada de la misma (capa Heaviside) volviendo nuevamente a la Tierra; son ondas hectométricas (OC) de 300 kHz. a 30 MHz. y que constituyen las llamadas ondas de alta frecuencia; propagándose por la superficie llegan a unos 644 kilómetros, pero reflejadas a unos 12874,7 kilómetros. 
Las muy bajas frecuencias u ondas miriamétricas de 3 a 30 kHz. llegan a grandes distancias por reflexión pero su alcance es muy limitado por propagación directa. Puede ser que una misma onda llegue directamente a la antena y luego, nuevamente, por reflexión; a dicho lapso de tiempo le llamamos "fading".

## Propagación troposférica
La propagación troposférica puede actuar de dos formas. O bien se puede dirigir la señal en línea recta de antena a antena (visión directa) o se puede radiar con un cierto ángulo hasta los niveles superiores de la troposfera donde se refleja hacia la superficie de la tierra. El primer método necesita que la situación del receptor y el transmisor esté dentro de distancias de visión, limitadas por la curvatura de la tierra en relación con la altura de las antenas. El segundo método permite cubrir distancias mayores.

## Propagación ionosférica
Un transmisor provisto de su antena, ilumina el espacio con radiación electromagnética. Según sea el diagrama de radiación de la antena, habrá direcciones privilegiadas en las que la iluminación será más intensa que en otras. Así por ejemplo, un monopolo de cuarto de onda sobre un plano de masa horizontal, iluminará al máximo y por igual el terreno circundante mientras que deja en la oscuridad el cenit (Elevación de 90°). Resulta muy instructivo visualizar el monopolo como si emitiera rayos de luz de intensidad decreciente conforme el ángulo de elevación de aquellos crece desde 0° hasta 90°. Cuando uno de estos rayos emitidos por la antena alcanza la ionosfera, lo hará con una cierta inclinación de “a” radianes. Al propagarse por la ionosfera, comenzará a refractarse aumentando el ángulo de incidencia inicial “a” (Ley de Snell). Conforme más avanza a través de la ionosfera mayor se hace el ángulo y puede ocurrir que el rayo se propague horizontalmente y finalmente vuelva a la tierra. Saldrá entonces de la ionosfera con el mismo ángulo “a” con que incidió y alcanzará la superficie de la tierra a una gran distancia del transmisor. Para cuantificar este proceso de refracción en que se basa la propagación ionosférica, se suele recurrir a un modelo en el que la ionosfera actúa como una capa reflectante (espejo) situada a una altura “h” que puede situarse entre 100Km y 700Km y que en función de la actividad solar adquiere un cierto nivel de ionización. A este nivel de ionización le corresponde un valor de lo que se denomina frecuencia crítica de una capa ionizada fcr. Su valor fluctúa según sea de día o de noche,la estación del año y el ciclo solar. Así por ejemplo, de noche, en invierno y en una fase de escasa actividad solar la capa se puede situar a 200Km por la noche y tener una frecuencia crítica de 3.5MHz.

## Las capas ionosféricas
Por la noche, la capa F es la única capa de ionización significativa presente, mientras que la ionización en las capas E y D es extremadamente baja. Durante el día, las capas D y E se ionizan mucho más, al igual que la capa F, que desarrolla una región de ionización más débil conocida como la capa F 1. La capa F 2 persiste día y noche y es la principal región responsable de la refracción y reflexión de las ondas de radio

### Capa D
La capa D es la capa más interna, de 60 km (37 mi) a 90 km (56 mi) sobre la superficie de la Tierra. La ionización aquí se debe a la serie de Lyman: radiación de hidrógeno alfa a una longitud de onda de 121,6 nanómetros (nm) de óxido nítrico ionizante (NO). Además, la alta actividad solar puede generar rayos X duros (longitud de onda <1 nm) que ionizan el N2 y el O2. Las tasas de recombinación son altas en la capa D, por lo que hay muchas más moléculas de aire neutro que iones.
Las ondas de radio de frecuencia media (MF) y baja frecuencia (HF) se atenúan significativamente dentro de la capa D, ya que las ondas de radio que pasan hacen que los electrones se muevan, que luego chocan con las moléculas neutrales, dejando su energía. Las frecuencias más bajas experimentan una mayor absorción porque mueven los electrones más lejos, lo que lleva a una mayor probabilidad de colisiones. Esta es la razón principal para la absorción de ondas de radio de HF, particularmente a 10 MHz e inferiores, con una absorción progresivamente menor a frecuencias más altas. Este efecto alcanza su punto máximo alrededor del mediodía y se reduce durante la noche debido a una disminución en el espesor de la capa D; solo queda una pequeña parte debido a los rayos cósmicos. Un ejemplo común de la capa D en acción es la desaparición de la banda de transmisión de AM distante Estaciones durante el día.
Durante los eventos de protones solares, la ionización puede alcanzar niveles inusualmente altos en la región D en latitudes altas y polares. Tales eventos muy raros se conocen como eventos de Absorción de la tapa polar (o PCA), porque la mayor ionización aumenta significativamente la absorción de las señales de radio que pasan a través de la región. De hecho, los niveles de absorción pueden aumentar en muchas decenas de dB durante eventos intensos, lo que es suficiente para absorber la mayoría (si no todas) las transmisiones de señales de radio de HF transpolar. Tales eventos suelen durar menos de 24 a 48 horas.

### Capa E
La capa E es la capa media, 90 km (56 mi) a 150 km (93 mi) sobre la superficie de la Tierra. La ionización se debe a los rayos X blandos (1–10 nm) y la radiación solar ultravioleta lejana (UV) de la ionización del oxígeno molecular (O 2). Normalmente, en incidencia oblicua, esta capa solo puede reflejar ondas de radio que tienen frecuencias inferiores a unos 10 MHz y puede contribuir un poco a la absorción en las frecuencias superiores. Sin embargo, durante eventos E esporádicos intensos, las Es La capa puede reflejar frecuencias de hasta 50 MHz y superiores. La estructura vertical de la capa E está determinada principalmente por los efectos competitivos de la ionización y la recombinación. Por la noche, la capa E se debilita porque la fuente primaria de ionización ya no está presente. Después de la puesta del sol, un aumento en la altura del máximo de la capa E aumenta el rango al que las ondas de radio pueden viajar por reflexión desde la capa.
Esta región también se conoce como la capa Kennelly-Heaviside o simplemente la capa Heaviside. Su existencia fue predicha en 1902 de forma independiente y casi simultánea por el ingeniero eléctrico estadounidense Arthur Edwin Kennelly (1861–1939) y el físico británico Oliver Heaviside (1850–1925). Sin embargo, no fue hasta 1924 que su existencia fue detectada por Edward V. Appleton y Miles Barnett.

### Capa E s
La capa E s (capa E esporádica) se caracteriza por nubes pequeñas y delgadas de ionización intensa, que pueden soportar la reflexión de ondas de radio, raramente hasta 225 MHz. Los eventos esporádicos de E pueden durar desde unos pocos minutos hasta varias horas. La propagación esporádica de E hace radioaficionados que operan en VHFmuy emocionado, ya que las rutas de propagación que generalmente son inalcanzables pueden abrirse. Hay múltiples causas de esporádica-E que aún están siendo investigadas por los investigadores. Esta propagación ocurre con mayor frecuencia durante los meses de verano cuando se pueden alcanzar niveles altos de señal. Las distancias de salto son generalmente alrededor de 1,640 km (1,020 mi). Las distancias para la propagación de un salto pueden ser desde 900 km (560 mi) hasta 2,500 km (1,600 mi). Es posible una recepción de doble salto de más de 3,500 km (2,200 mi).

### Capa F
La capa o región F, también conocida como la capa Appleton-Barnett, se extiende desde aproximadamente 150 km (93 mi) hasta más de 500 km (310 mi) sobre la superficie de la Tierra. Es la capa con la mayor densidad de electrones, lo que implica que las señales que penetran en esta capa escaparán al espacio. La producción de electrones está dominada por la radiación ultravioleta extrema (UV, 10–100 nm) ionizante del oxígeno atómico. La capa F consiste en una capa (F 2) por la noche, pero durante el día, a menudo se forma un pico secundario (etiquetado como F 1)
en el perfil de densidad electrónica. Debido a que la capa F 2 permanece de día y de noche, es responsable de la mayoría de las propagaciones de ondas de radio y de largas distancias. Comunicaciones de radio de alta frecuencia (HF u onda corta).
Sobre la capa F, el número de iones de oxígeno disminuye y los iones más ligeros, como el hidrógeno y el helio, se vuelven dominantes. Esta región sobre el pico de la capa F y debajo de la plasmasfera se llama ionosfera superior.
De 1972 a 1975, la NASA lanzó los satélites EROS y EROS B para estudiar la región F.

## Aplicaciones

### Comunicación por radio
Debido a la capacidad de los gases atmosféricos ionizados para refractar las ondas de radio de alta frecuencia (HF u onda corta), la ionosfera puede reflejar las ondas de radio dirigidas hacia el cielo de regreso a la Tierra. Las ondas de radio dirigidas en ángulo hacia el cielo pueden regresar a la Tierra más allá del horizonte. Esta técnica, llamada propagación "skip" o " skywave ", se ha utilizado desde la década de 1920 para comunicarse a distancias internacionales o intercontinentales. Las ondas de radio que regresan pueden reflejarse de nuevo desde la superficie de la Tierra hacia el cielo, lo que permite alcanzar mayores rangos con múltiples saltos. Este método de comunicación es variable y no confiable, con recepción en un camino determinado dependiendo de la hora del día o de la noche, las estaciones, el clima y el ciclo de manchas solares de 11 años de duración. Durante la primera mitad del siglo XX se usó ampliamente para servicios de telefonía y telégrafo transoceánicos, y para comunicaciones comerciales y diplomáticas. Debido a su relativa falta de fiabilidad, la industria de las telecomunicaciones ha abandonado la comunicación por radio de onda corta, aunque sigue siendo importante para las comunicaciones de alta latitud en las que no es posible la comunicación por radio basada en satélite. Algunas estaciones de radiodifusión y servicios automatizados todavía utilizan frecuencias de radio de onda corta, al igual que los aficionados a los radioaficionados para contactos recreativos privados

## Índices de la ionosfera
En modelos empíricos de la ionosfera como Nequick, los siguientes índices se utilizan como indicadores indirectos del estado de la ionosfera.

### Intensidad solar
F10.7 y R12 son dos índices utilizados comúnmente en el modelado ionosférico. Ambos son valiosos por sus largos registros históricos que cubren múltiples ciclos solares. F10.7 es una medida de la intensidad de las emisiones de radio solar a una frecuencia de 2800 MHz realizada con un radiotelescopio terrestre. R12 es un promedio diario de 12 meses de las manchas solares. Se ha demostrado que ambos índices están correlacionados entre sí. Sin embargo, ambos índices son solo indicadores indirectos de la radiación solar ultravioleta y de rayos X, que son los principales responsables de causar la ionización en la atmósfera superior de la Tierra. Ahora tenemos datos de la nave espacial GOES que mide el flujo de rayos X de fondo desde el Sol, un parámetro más relacionado con los niveles de ionización en la ionosfera.

### Perturbaciones
Los indicadores {\displaystyle A} y {\displaystyle K} son una medida del comportamiento de la componente horizontal del campo geomagnético. El índice K utiliza una escala de 0 a 9 para medir el cambio en la componente horizontal del campo geomagnético. Se determina un nuevo índice {\displaystyle K} en el Observatorio Geomagnético de Boulder.
- Los niveles de actividad geomagnética de la Tierra se miden por la fluctuación del campo magnético de la Tierra en unidades SI llamadas teslas (o en gauss no SI, especialmente en la literatura más antigua). El campo magnético de la Tierra se mide alrededor del planeta por muchos observatorios. Los datos recuperados se procesan y se convierten en índices de medición. Las mediciones diarias para todo el planeta están disponibles a través de una estimación del índice {\displaystyle A} p, llamado el índice {\displaystyle A} planetario (PAI).